# C-4 (esplosivo)

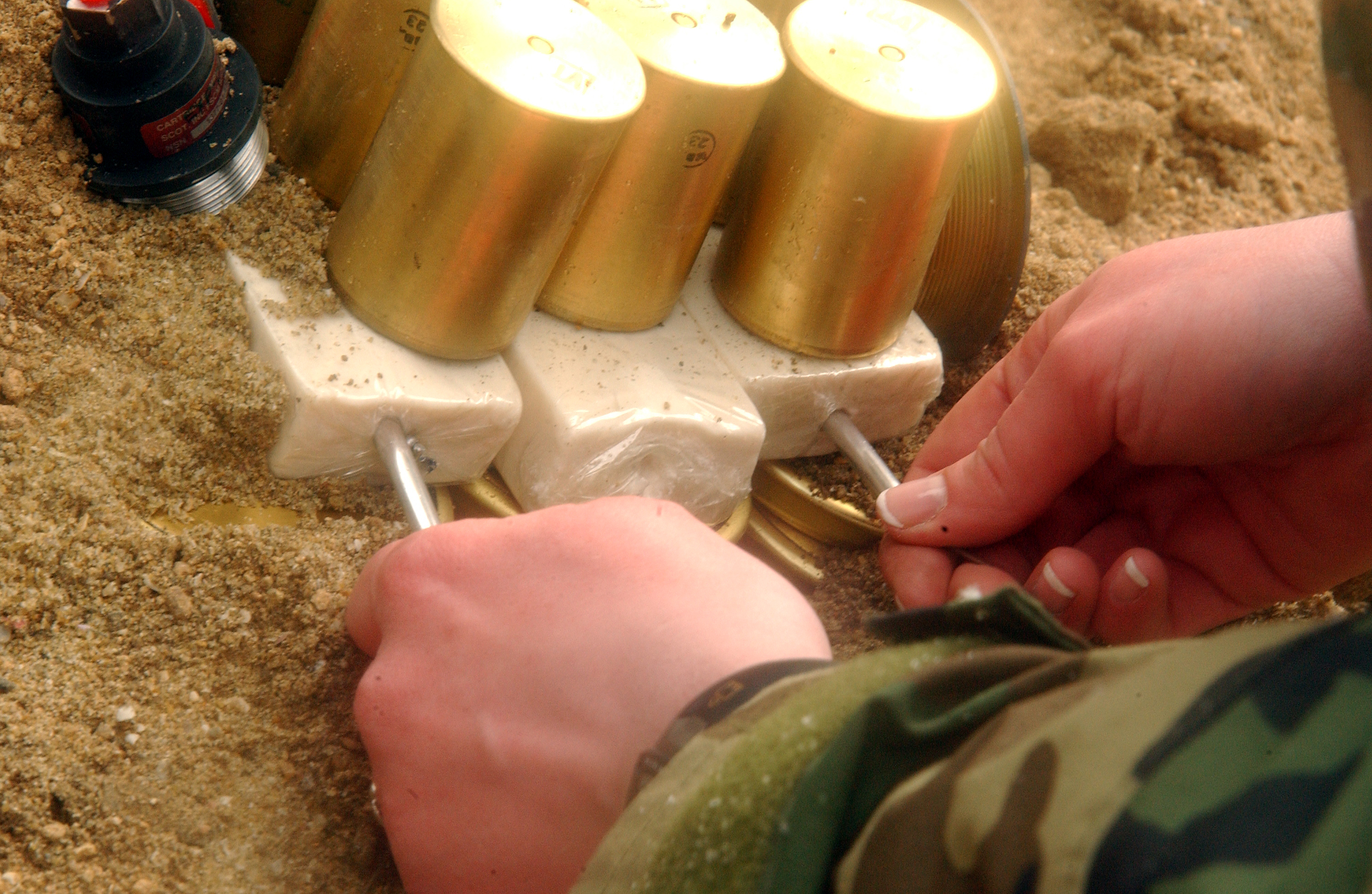
Preparazione di un esplosivo C-4

Il C-4 o Composizione C-4 è un comune tipo militare di esplosivo al plastico.

## Origini
Durante la Seconda guerra mondiale vennero sviluppati esplosivi a base di T4, comprendenti le composizioni C-1 e C-2 e talvolta C-3. Assieme al T4 vennero incorporati dei plastificanti per diminuirne la sensibilità e rendere plastico il composto. Il C-3 era molto efficace, ma diveniva friabile nell'acqua fredda.
Negli anni sessanta il C-3 venne sostituito dal C-4. 
Il termine composizione è utilizzato per ogni esplosivo stabile; "Composizione A" e "Composizione B" sono altre varianti conosciute. Il C-4 ha 1,34 come fattore di esplosività in rapporto al trinitrotoluene (TNT), riconosciuto quale esplosivo di confronto. Ha conquistato notorietà pubblica per la sua esposizione nei media, inclusi film e videogiochi.

## Composizione
Il C-4 è composto di esplosivo, legante plastico, plastificante e, solitamente, di un marcatore o di un tracciante odorizzante come 2,3-dimetil-2,3-dinitrobutano (DMDNB) per aiutare ad individuare l'esplosivo ed identificare la sua sorgente.
Come molti esplosivi al plastico, il materiale esplosivo nel C-4 è l'RDX (ciclotrimetilentrinitroammina), che compone circa il 91% del peso del C-4. Il plastificante è dietilesile o diottil sebacato (5,3%) ed il legante plastico è poliisobutilene (2,1%). Un altro plastificante usato è il diottiladipato (DOA). Viene inoltre aggiunta una piccola quantità di olio lubrificante SAE 10 (1,6%).
Il C-4 è prodotto dalla combinazione di RDX in melma con il legante plastico dissolti in un solvente. Il solvente viene poi fatto evaporare e la mistura viene seccata e filtrata. Il materiale finale è un solido bianco spento che somiglia a gelatina modellabile.

## Vantaggi
Il C-4 ha una velocità di detonazione di circa 8000 m/s.
Il maggior vantaggio del C-4 è che può essere modellato in ogni forma desiderata; il C-4 può essere pressato dentro le fessure, feritoie, spazi aperti negli edifici, ponti, equipaggiamenti o macchinari. Analogamente, può essere inserito facilmente nei contenitori speciali utilizzati dalle forze speciali. Il C-4 è ben conosciuto per la sua durata, resistenza e sicurezza; non esplode se colpito da una pallottola, tagliato, scosso, o al contatto con il fuoco: il solo metodo d'innesco per la detonazione è una combinazione di calore estremo e di onda d'urto, come quella che si ottiene con un detonatore inserito al suo interno.
Un altro vantaggio del C-4 è che, dal momento in cui gli ingredienti principali sono combinati nel plastificante, una traccia può essere prontamente ritrovata con un rilevatore chimico, che mostrerà ogni quantità di sostanza utilizzata, frequentemente anche dopo l'esplosione. I produttori spesso aggiungono tali traccianti chimici, che possono aiutare ad effettuare controlli o monitoraggi o investigazioni nel caso che una quantità sia rubata e trasportata e impiegata da parti non autorizzate. I traccianti chimici non sono pubblicizzati per ragioni di sicurezza ma, data la loro funzione, devono rimanere altamente stabili nel tempo.
Il C-4 non ha scadenza e non diviene normalmente inerte o instabile con il tempo. D'altra parte, come tutti gli esplosivi, se conservato impropriamente si può deteriorare, perdendo parte della sua efficacia.

## Utilizzo internazionale
L'esplosivo al plastico utilizzato dai militari britannici è denominato PE4: esso ha le stesse caratteristiche del C-4 e la sola differenza sta nel tipo e proporzione di plasticizzante usato. Il PE4 ha una velocità di detonazione (8.210 m/s) leggermente maggiore del C-4. Il Semtex è un esplosivo plastico abbastanza simile.
Siccome il C-4 brucia lentamente quando è acceso con una fiamma, i soldati della guerra del Vietnam usavano piccole quantità di C-4 come combustibile per scaldare le razioni durante i lunghi pattugliamenti. In realtà bruciare il C-4 produce fumi tossici e dovrebbe essere evitato.